# Guarda de Ombros
Apesar do nome, o guarda de ombros consistia de uma peça de armadura protetora do pescoço e da parte superior do tronco em redor dele, também conhecido por guarda colo. Era composto por uma grande e espessa chapa redonda e ereta, forjada em metal, que era posta em redor do pescoço.

## Referência
- COIMBRA, Álvaro da Veiga, Noções de Numismática. SP. Secção Gráfica da Faculdade de Filosofia, Ciências e Letras da Universidade de São Paulo, 1965.